# Église Saint-Jean de Riga
L'église Saint-Jean (en letton : Svētā Jāņa baznīca; en allemand : Johanneskirche) est une église évangélique-luthérienne de Riga, capitale de la Lettonie.

## Présentation
Elle est typique de l'architecture du gothique tardif en briques (gothique baltique) que l'on trouve dans les villes de la ligue hanséatique à laquelle Riga, alors ville de population allemande, appartenait. Son pignon à gradins est remarquable. L'église comporte aussi des éléments de la Renaissance nordique, du maniérisme et du baroque.
Elle forme, avec les trois autres églises de la vieille ville, Saint-Pierre, la cathédrale protestante et Saint-Jacques, un ensemble rare d'architecture sacrée médiévale préservée des Pays Baltes.

## Historique

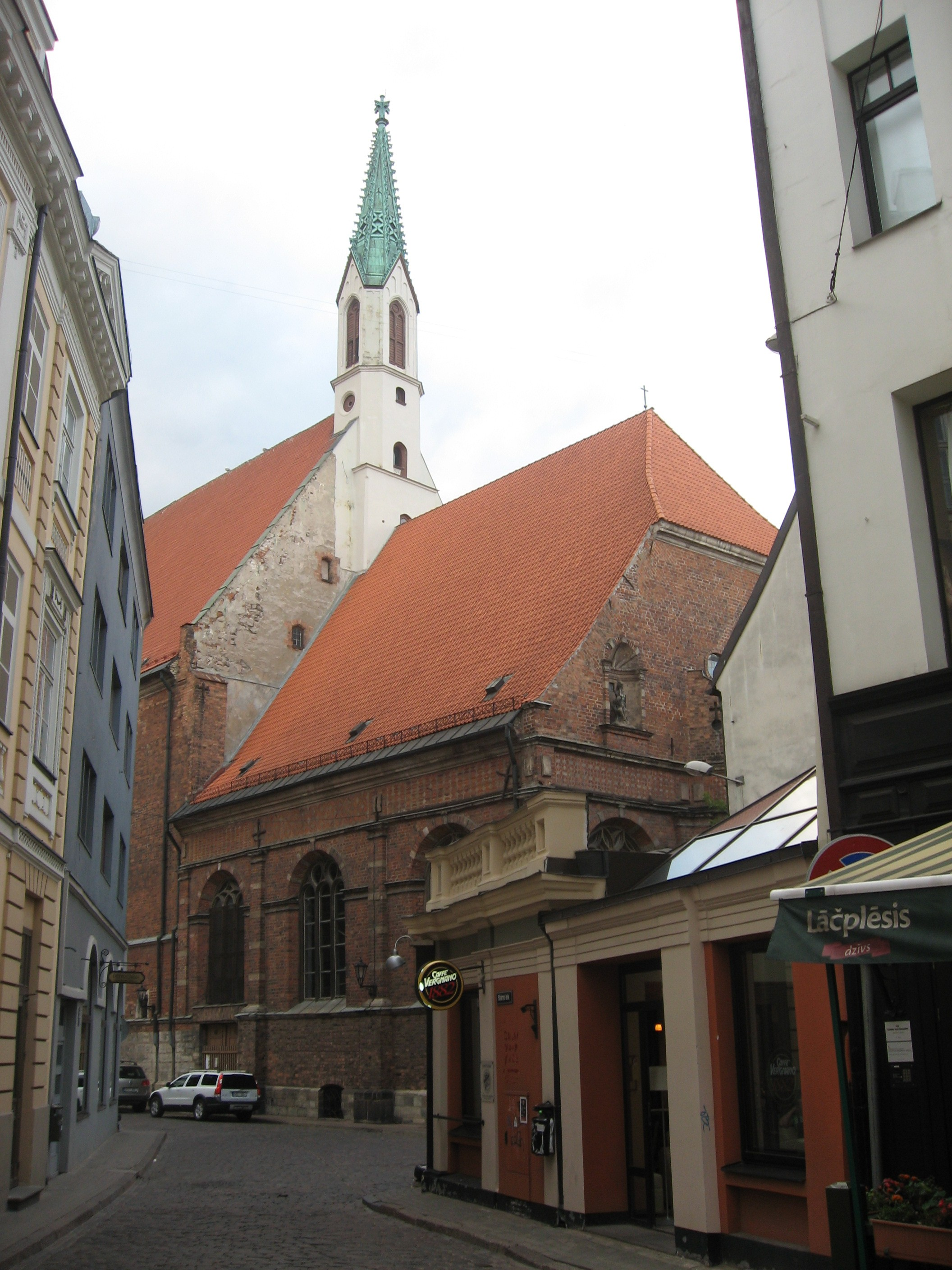
Détail de l'église Saint-Jean dans la vieille ville, du côté de l'abside

Une petite église de bois est construite en 1234 sous le vocable de Saint-Jean-Baptiste, patron du nouveau diocèse, pour le couvent des dominicains nouvellement arrivés et qui avaient acheté ce terrain à l'évêque Nicolas de Nauen, lui-même de l'ordre des prémontrés. L'édifice comporte une seule nef et six contreforts, permettant de donner de la place à l'intérieur à six petites chapelles latérales.
L'église figure dans les chroniques de la ville en 1297, lorsque les bourgeois se soulèvent contre le commandeur de l'ordre Livonien Wittenstein. Celui-ci avait en effet donné son autorisation pour démolir le pont sur la Dvina afin de laisser le passage à des bateaux de chevaliers de l'ordre, ce qui avait fort mécontenté les habitants de la ville. Certains s'étaient donc juchés sur les toits de l'église Saint-Pierre et de l'église Saint-Jean pour tirer des pierres à coups de catapultes sur le passage des chevaliers. La révolte tourne en faveur des bourgeois et le commandeur du château, Wittenstein, est emprisonné. Cependant la ville doit se soumettre à l'ordre en 1330. De nouvelles émeutes ont lieu deux siècles plus tard en 1484 contre la politique fiscale.
Les dominicains font reconstruire l'église, telle qu'on la voit aujourd'hui, au début du XVIe siècle dans le style gothique de l'Allemagne du nord avec du côté occidental un pignon à gradins remarquable, surmonté du coq du reniement de saint Pierre en forme de girouette. Le portail est de style Renaissance. Un petit clocheton surplombe la toiture du côté est.
La Réforme protestante est une période difficile pour l'église des dominicains. Elle est pillée et saccagée par la foule excitée par le prédicateur luthérien Melchior Hoffmann et les dominicains sont chassés de la ville. L'église est acquise par un marchand de la guilde, Schulte, qui la partage en deux: un côté en écuries et l'autre en magasin à grains. Elle est ensuite transformée en arsenal dans le contexte de la guerre de Livonie qui chasse Kettler du pouvoir.
Les magistrats de la ville décident de la donner au culte luthérien en 1581 après que le nouveau suzerain polonais de Riga et de la Livonie, le roi Étienne Bathory, est solennellement accueilli par les habitants qui lui portent les clés de la ville. Le roi avait décidé de confier l'église Saint-Jacques (alors luthérienne) aux jésuites, et donc en remplacement l'église Saint-Jean est ouverte au culte luthérien. La paroisse reçoit la permission d'agrandir l'église à l'est et de remplacer l'ancienne abside endommagée, en 1587. Les travaux d'agrandissement durent jusqu'en 1589.
La nouvelle abside est bâtie dans le style maniériste avec des colonnes d'ordre toscan ouvrant sur la nef et un nouvel autel dans un chœur polygonal. Le grand incendie de 1677 qui détruit en partie la ville endommage le côté oriental de l'édifice, dont le toit est remplacé et le haut des murs décoré d'ornements d'ordre composite. Deux niches sont ouvertes sur le mur oriental de l'abside à la fin du XVIIe siècle pour abriter une statue de saint Jean-Baptiste (symbolisant la simplicité de la foi luthérienne des Rigois) et une statue de Salomé (symbolisant la duplicité de la foi des catholiques).
Le maître charpentier Appelbaum sculpte le nouvel autel baroque en 1769.
Johans Daniels Felsko (1813-1902) remplace l'ancien clocheton par un nouveau clocheton néogothique, en 1849.
On remarque à l'intérieur de l'église une Crucifixion, dans la sacristie, œuvre du peintre Janis Rozentāls (1912) et le retable est l'œuvre d'August Stiling.
L'église n'a pas fermé pendant la période de la république socialiste soviétique d'Estonie.

## Galerie

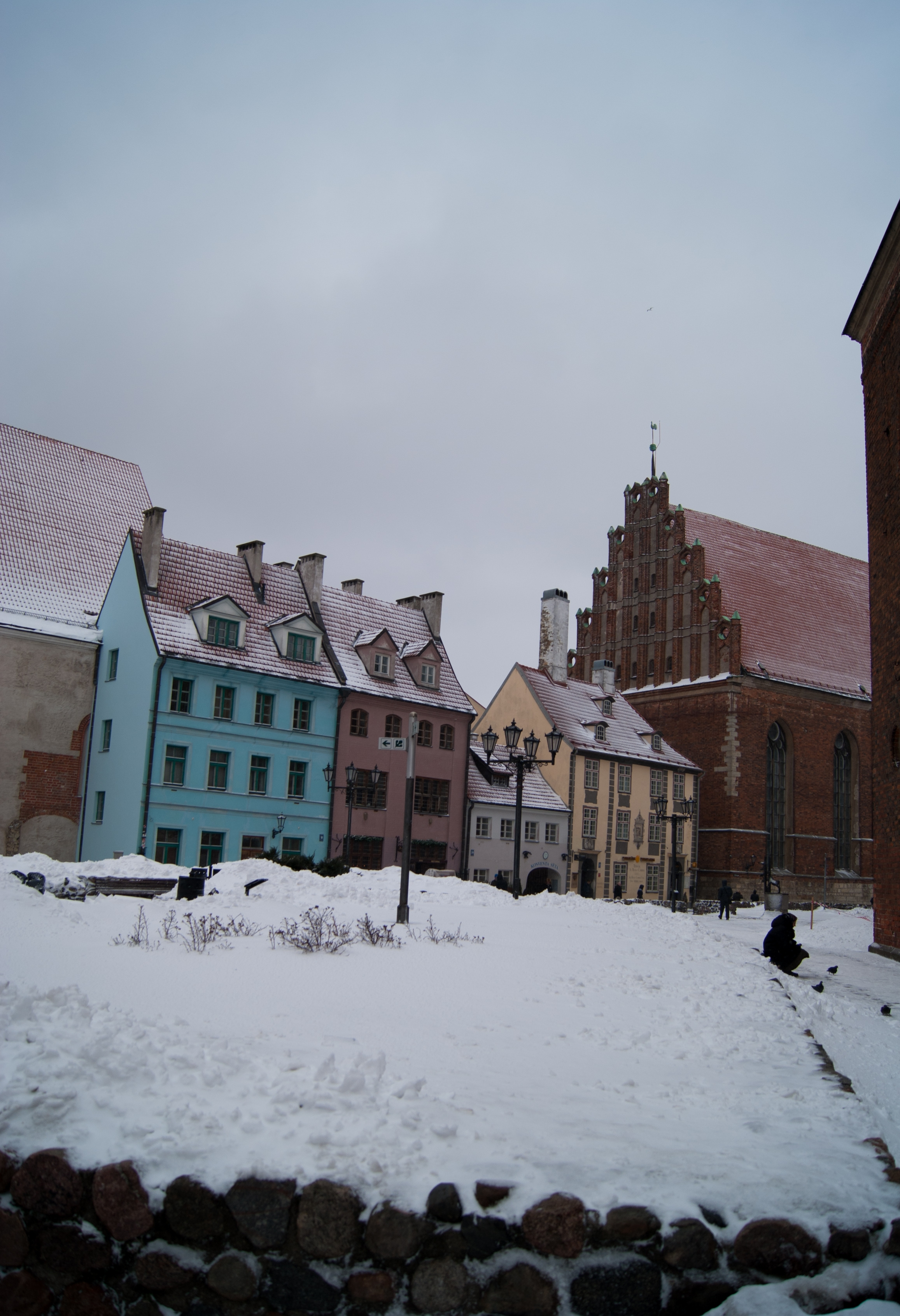
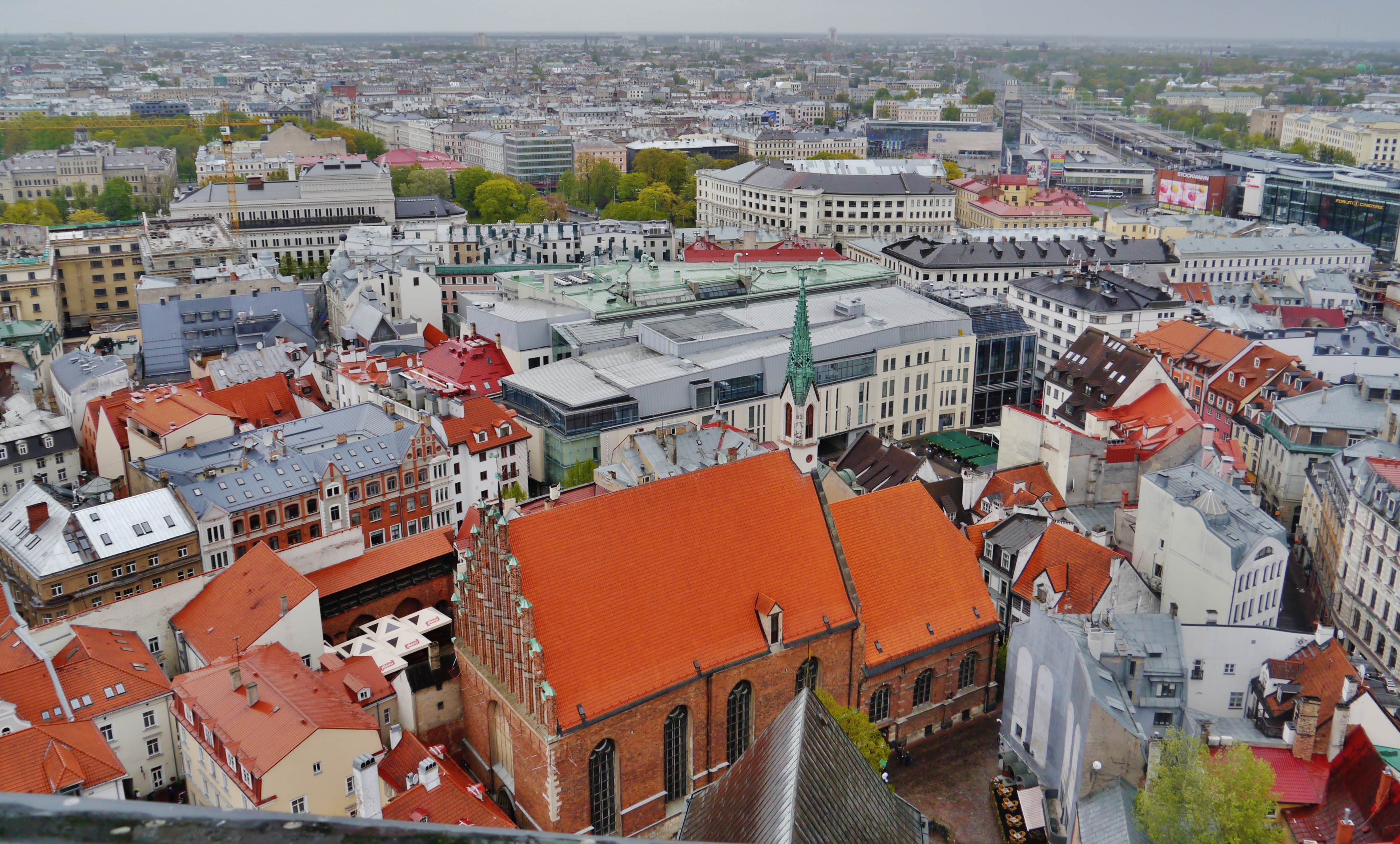
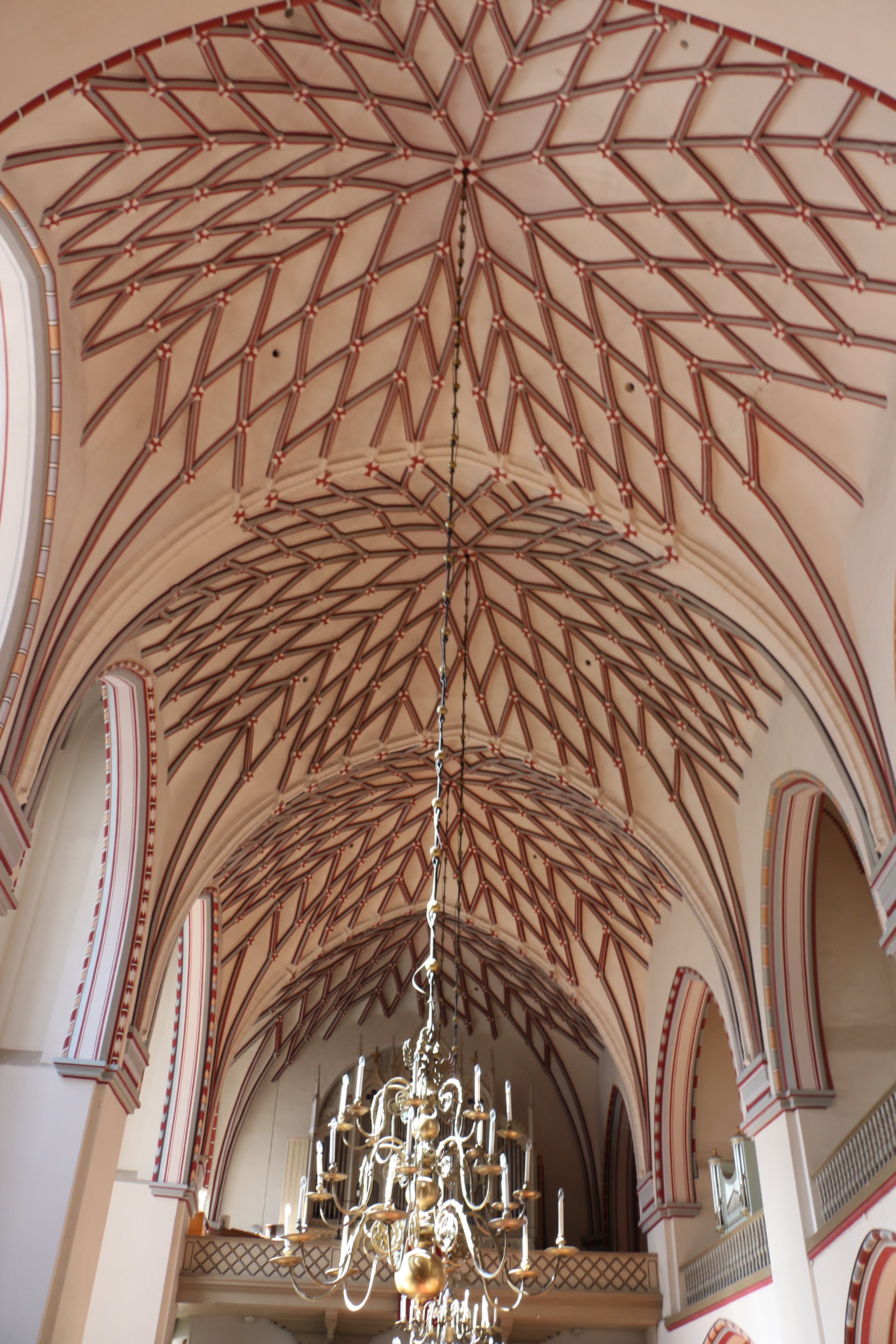
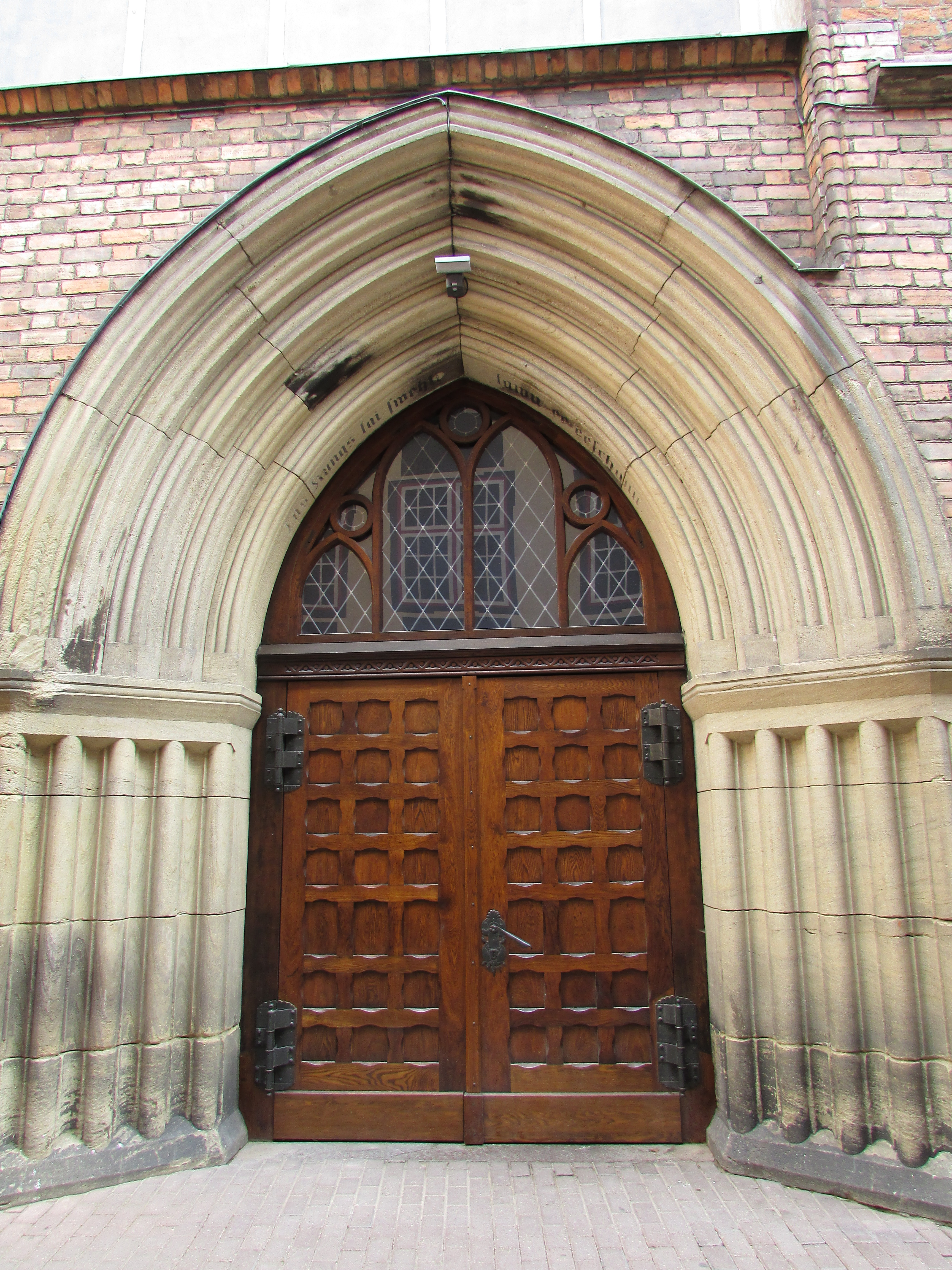
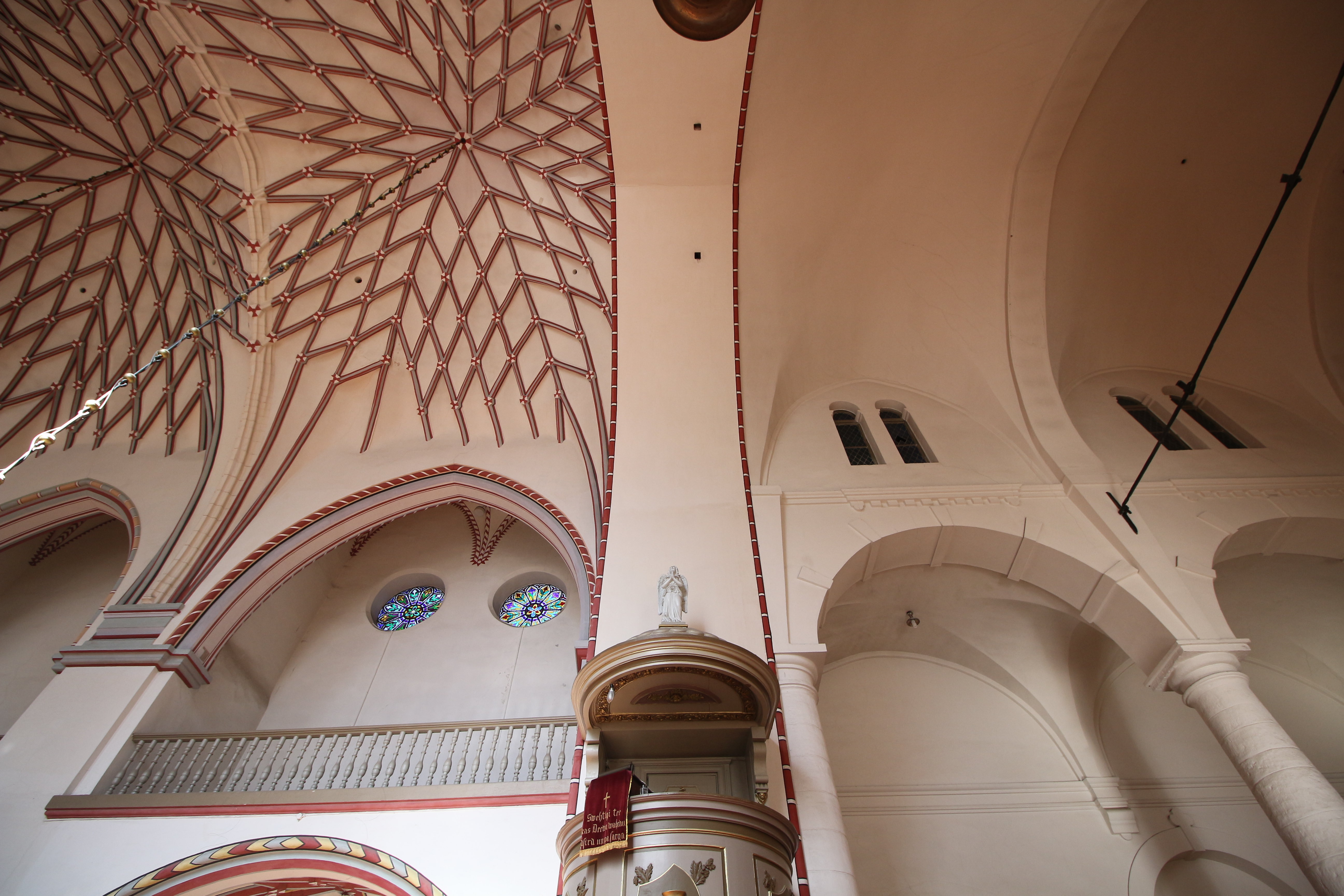